# Národní čítanka
Národní čítanka je sbírka článků z různých vědních oborů, která kromě textů vlastivědného charakteru představuje např. významné osobnosti a události českých dějin a obsahuje i poezii. Čítanka byla sestavena a určená široké veřejnosti „k povzbuzení, posílení a povznášení duše českého lidu v těžkém zápase za národní bytí“. Publikaci sestavili Cyril Merhout a Bohumil Němec v průběhu první světové války a vydána byla v roce 1918 v nakladatelství Bedřicha Kočího. Dílo neobsahuje informace o vzniku Československa.

## Výběr článků z obsahu Národní čítanky
| Strany  | Název článku                                          | Autor článku        | Autor byl popsán jako                                 |
| ------- | ----------------------------------------------------- | ------------------- | ----------------------------------------------------- |
| 114–119 | Čeští bratři                                          | Jindřich Vančura    | profesor ve výslužbě                                  |
| 119–124 | Český stát stavovský                                  | Jan Kapras          | univerzitní profesor                                  |
| 125–131 | Česká konfese z r. 1575 a Majestát Rudolfův z r. 1609 | Kamil Krofta        | univerzitní profesor                                  |
| 135–141 | Česká koruna v habsburském soustátí                   | Kamil Krofta        | univerzitní profesor                                  |
| 241–243 | České korunovační klenoty                             | Cyril Merhout       | učitel v Praze                                        |
| 282–284 | České Slezsko                                         | Jan Kapras          | univerzitní profesor                                  |
| 284–287 | České Slezsko, jeho národní probuzení a význam...     | Vojtěch Martínek    | profesor v Moravské Ostravě                           |
| 299–308 | Česká vesnice                                         | Rudolf Rolíček      | tajemník Zemědělské rady pro království české v Praze |
| 346–347 | České národní hospodářství                            | J. Matys            | tajemník Obchodní a živnostenské komory v Praze       |
| 352–361 | České zemědělství                                     | Karel Růžička       | tajemník Zemědělské rady pro království české v Praze |
| 361–368 | Česká chemie technická                                | Václav Verunáč      | technický chemik v Bubenči                            |
| 370–371 | České státní právo                                    | Karel St. Sokol     | redaktor v Praze                                      |
| 393–398 | České menšiny (pozn. v poněmčené vlasti)              | Antonín Boháč       | profesor v Praze                                      |
| 460–463 | Česká kniha                                           | František V. Krejčí | redaktor v Praze                                      |
| 480–487 | Česká věda a její účast v životě národním             | Kamil Josef Lhoták  | univerzitní profesor                                  |
| 487–493 | Česká universita                                      | František Drtina    | univerzitní profesor                                  |
| 500–506 | Čeští vynálezci                                       | Jindřich Fleischner | technický chemik                                      |
| 518–530 | Česká hudba                                           | Zdeněk Nejedlý      | univerzitní profesor                                  |
| 551–554 | České modlitby                                        | Vlastimil Kybal     | univerzitní docent                                    |
|         |                                                       |                     |                                                       |
| 372–375 | O sebeurčení národů                                   | Jaroslav Kallab     | univerzitní profesor                                  |
| 555–561 | Právo malého národa na existenci                      | František Krejčí    | univerzitní profesor                                  |
| 563–566 | O malém národu                                        | František Mareš     | univerzitní profesor                                  |

## Československá národní čítanka
K desátému výročí vzniku Republiky Československé vydali Cyril Merhout a Bohumil Němec pokračování výše uvedené Národní čítanky pod názvem Československá národní čítanka. Svým rozsahem je tato kniha o víc než polovinu menší a obsahuje asi 60 příspěvků.